# Micrasema uenoi
Micrasema uenoi är en nattsländeart som beskrevs av Martynov 1933. Micrasema uenoi ingår i släktet Micrasema och familjen bäcknattsländor. Inga underarter finns listade i Catalogue of Life.